# Вилијам Шројф
Вилијам Шројф (Праг, 2. август 1931 — Братислава, 1. септембар 2007) био је словачки фудбалер који је играо на позицији голмана. Одиграо је 39 утакмица за Чехословачку.

## Каријера
Био је учесник три узастопна Светска првенства 1954, 1958. и 1962, где је Чехословачка изненадила свет и прошла у финале, изгубивши од шампиона Бразила. Успех Чехословачке у великој мери је приписан Шројфовим врхунским одбранама. Финале се, међутим, показало као црни дан за Шројфа, због тога што су два бразилска гола произашла из његових грешака.
На клупском нивоу, Шројф је играо за Слован из Братиславе, а затим за Локомотиву Кошице.

## Смрт
Словачки медији су 2. септембра 2007. известили да је Шројф умро претходног дана, у 76−ој години; узрок смрти није откривен.